# واسیلی قازاریان
واسیلی خاچاطوری قازاریان (Վասիլի Խաչատուրի Ղազարյան؛ زادهٔ ۲۵ سپتامبر ۱۹۴۶) یک دیپلمات اهل ارمنستان است که بین سال‌های ۲۰۰۹ تا ۲۰۱۳ سفیر جمهوری ارمنستان در کشورهای افغانستان، قرقیزستان و قزاقستان بود. 
وی از دانشگاه دولتی ایروان فارغ‌التحصیل شده است.